# OpenNN

OpenNN (Open Neural Networks Library) é uma biblioteca de software escrito na linguagem de programação  C++ que implementa redes neurais. A biblioteca é código aberto. Está hospedada no SourceForge e foi distribuída sob a GNU Lesser General Public License. OpenNN era conhecida anteriormente como Flood.
OpenNN implementa métodos de mineração de dados como um conjunto de funções. Estas funções podem ser incorporadas em outras ferramentas de software usando uma interface de programação de aplicações (API) para a interação entre a ferramenta e as tarefas de análise preditiva. Assim, a biblioteca não tem uma interface gráfica, mas algumas das funções que desenvolve podem ser apoiadas com ferramentas de visualização específicas.

## Histórico
O desenvolvimento começou em 2003, no Centro Internacional de Métodos Numéricos em Engenharia (CIMNE), como parte do projeto de pesquisa da União Europeia RAMFLOOD. Depois, continuou a ser usado em projetos semelhantes. Atualmente, OpenNN está sendo desenvolvido pela empresa Artelnics.
Em 2014, a página Big Data Analytics Today avaliou OpenNN como # 1 na sua lista de projetos de inteligência artificial inspirados na função cerebral. No mesmo ano, OpenNN também foi selecionado pela página ToppersWorld entre os 5 melhores aplicativos de mineração de dados.

## Aplicações
OpenNN é um software de uso geral, que pode ser usado para tarefas de aprendizado de máquina, mineração de dados e análise preditiva em diferentes áreas. Por exemplo, a biblioteca tem sido utilizada nos setores de engenharia, de  energia ou de indústria química.